# Bolitoglossa chinanteca
Bolitoglossa chinanteca ist eine Amphibienart aus der Ordnung der Schwanzlurche (Caudata). Sie ist aus einem relativ kleinen Gebiet in der mexikanischen Provinz Oaxaca bekannt.

## Beschreibung
Bolitoglossa chinanteca gehört mit bis zu 3,7 cm Kopf-Rumpf-Länge für adulte Salamander zu den kleineren Arten der Gattung der Pilzzungensalamander (Bolitoglossa). Die Schwanzlänge beträgt zusätzlich rund 80 Prozent der Kopf-Rumpf-Länge. Die Rückenfarbe ist orange-braun mit kleinen braunen Flecken. Die Kehle ist blassgelb. Der Bauch und die Unterseite der Beine sind blass braun mit heller, cremefarbener Sprenkelung.
Bolitoglossa chinanteca unterscheidet sich von allen anderen neotropischen Salamandern durch das Fehlen einer Falte unter der Zunge. Die Füße sind flossenartig und besitzen voll ausgeprägte Schwimmhäute. Es sind Zähne am Kiefer vorhanden.

## Vorkommen
Die Art ist bislang nur aus zwei Gebieten in Mexiko bekannt. Dies sind die Sierra de Juárez zwischen der Siedlung Vista Hermosa in ungefähr 1500 Metern Höhe und dem Valle Nacional bei Highway 175 sowie die Sierra Mixe bei Santiago Zacatepec. Die beiden Gebiete liegen ungefähr 70 km voneinander entfernt. Vermutlich ist das tatsächliche Verbreitungsgebiet größer und die beiden bekannten Teilflächen sind verbunden. Sie würden dann ein Gebiet von rund 255 Quadratkilometern umfassen.

## Lebensweise
Die Art lebt vermutlich auf Bäumen. Im gestörten Habitat, z. B. an Straßenrändern oder in Plantagen wurde der Salamander auf Bananenstauden und anderer Vegetation gefunden. Das deutet darauf hin, dass er sich auch an die vom Menschen beeinflussten Gebiete anpassen kann. Bisher wurde Bolitoglossa chinanteca aber nur in der Nähe der autochthonen Wälder, in denen die Art ursprünglich vorkommt, gefunden. Mit ihrer langen Schleuderzunge fängt sie wie die anderen Vertreter der Pilzzungensalamander Insekten.

## Systematik
Bolitoglossa chinanteca wurde 2012 von Sean M. Rovito, Gabriela Parra-Olea, Dana Lee und David B. Wake erstbeschrieben. Die Art wird innerhalb der Gattung Bolitoglossa in die Untergattung Nanotriton gestellt. Die Art ist nach dem Volk der Chinanteco benannt, die in Santiago Comaltepec und San Pedro Yolox leben, wo die meisten Tiere gefunden wurden.

## Belege